# Stade de rugby de Poti
Le Stade de rugby de Poti (en géorgien : ფოთი რაგბის სტადიონი) est un stade de rugby à XV de 2 500 places situé à Poti, en Géorgie.

## Histoire
Le stade est inauguré en 2015. Le complexe comprend deux stades. Le principal est doté d'une tribune d'une capacité de 2 500 places. Le complexe a été financé par la fondation Cartu, qui a dépensé 3 000 000 GEL. 
Le stade accueille occasionnellement des matchs du Rugby Club Batoumi. 